# Martin Loibl (Politiker, 1898)
Martin Loibl (* 22. April 1898 in Neuburg an der Donau ; † 16. April 1951 in München) war ein deutscher Politiker der CSU.

## Leben und Wirken
Loibl war der Sohn des gleichnamigen BVP-Politikers Martin Loibl. Er studierte an der Technischen Hochschule München und absolvierte das Technikum für Buchdrucker. Danach trat er in die Grießmayer'sche Druckerei seines Vaters ein und war spätestens ab dessen Tod am 14. Januar 1933 deren Geschäftsführer. Er verlegte das Neuburger Anzeigeblatt. 1934 musste er aufgrund der Weigerung, die Zeitung im Sinne der Nationalsozialisten zu führen, 51 % seiner Geschäftsanteile entschädigungslos abtreten und wurde 1935 er aus seiner Funktion als zweiter Direktor gedrängt. Um der politischen Verfolgung nach 1933 zu entgehen, trat er 1935 in die Wehrmacht ein. Nach Rückkehr aus der Kriegsgefangenschaft eröffnete er erneut seine Buchdruckerei und gründete auch eine Heimatzeitung. Er arrangierte sich mit Curt Frenzel, der wenige Tage nach ihm das Konkurrenzblatt Neuburger Nachrichten (Heimatblatt der Schwäbischen Landeszeitung) gegründete hatte – die Geburtsstunde der Neuburger Rundschau. Die Familie Loibl (zuerst Else, dann Sohn Werner) schied 1994 als Heimatverleger aus.
Dem Deutschen Bundestag gehörte Loibl von der ersten Bundestagswahl 1949 bis zu seinem Tode an. Er vertrat den Wahlkreis Donauwörth im Parlament.

## Einzelnachweis
1. ↑  Geschichte der Neuburger Rundschau, abgerufen am 10. Juni 2018

| Personendaten    | Personendaten                  |
| ---------------- | ------------------------------ |
| NAME             | Loibl, Martin                  |
| KURZBESCHREIBUNG | deutscher Politiker (CSU), MdB |
| GEBURTSDATUM     | 22. April 1898                 |
| GEBURTSORT       | Neuburg an der Donau           |
| STERBEDATUM      | 16. April 1951                 |
| STERBEORT        | München                        |